# Волтидо
Волтѝдо (на италиански: Voltido, на местен диалект: Vultèed, Вултеед) е село и община в Северна Италия, провинция Кремона, регион Ломбардия. Разположено е на 35 m надморска височина. Населението на общината е 413 души (към 2010 г.).